# حسن عضدی
حسن عضدی پیچاهی (زاده ۲ شهریور ۱۳۲۵ - درگذشته ۷ تیر ۱۳۶۰)، استاد دانشگاه، نماینده استان گیلان در مجلس خبرگان قانون اساسی، عضو هیئت‌رئیسه و منشی این مجلس بود. 
وی پس از بازگشت به ایران مسئولیت‌های متعددی را در کشور عهده‌دار شده‌بود. بعدها به ریاست سازمان سنجش آموزش کشور و سپس به معاونت وزارت فرهنگ و آموزش عالی رسید. نخست‌وزیر وقت محمدعلی رجایی عضدی را به‌عنوان رئیس کل بانک مرکزی انتخاب کرد با مخالفت رئیس‌جمهور بنی‌صدر مواجه شد.
دکتر عضدی در تاریخ ۷ تیر ۱۳۶۰ در پی حمله تروریستی بمب‌گذاری در تهران درگذشت.
مدفن او در آرامگاهی در بهشت زهرا به نام آرامگاه شهدای هفتم تیر قرار دارد.
مدرسه ای به نام او در روستای پدری‌اش پیچاه به نام او نام‌گذاری شده‌است.

## تحصیلات
حسن عضدی پس از پایان سربازی از دانشکده علوم ارتباطات اجتماعی دانشگاه تهران در دو رشته «روابط عمومی و تبلیغات» و «روزنامه‌نگاری» لیسانس گرفت. سپس کارشناسی ارشد رشته علوم سیاسی را از دانشکده علوم سیاسی دانشگاه تهران اخذ کرد.
بعد راهی آمریکا شد و در رشته مدیریت بازرگانی با تخصص مدیریت بین‌المللی از دانشگاه دالاس کارشناسی ارشد گرفت. در آمریکا به دلیل به دست آوردن درجه ممتاز به عضویت افتخاری انجمن مدیران آمریکا درآمد.
بعد از آن به دانشگاه تگزاس در دالاس رفت و در رشته اقتصاد سیاسی دکترا گرفت. بعد از وقوع انقلاب به ایران آمد و به تدریس در دانشگاه گیلان پرداخت.

## عناوین
- مدال طلای و قهرمانی کشور در چارچوب بازیهای تنیس روی میز کشوری در کرمان
- کسب رتبه ممتاز و عضویت افتخاری در انجمن مدیران آمریکا